# Laura Smulders
Laura Smulders (Nimega, 9 de desembre de 1993) és una esportista neerlandesa que competeix en ciclisme en la modalitat de BMX.
Va participar en els Jocs Olímpics de Londres 2012, obtenint una medalla de bronze en la carrera femenina. Ha guanyat tres medalles al Campionat del món de BMX, els anys 2014 i 2016, i dos ors als Campionats d'Europa de BMX.

## Palmarès internacional
| Jocs Olímpics      | Jocs Olímpics             | Jocs Olímpics | Jocs Olímpics  |
| Any                | Lloc                      | Medalla       | Competició     |
| ------------------ | ------------------------- | ------------- | -------------- |
| 2012               | Londres ( Regne Unit)     | 3             | Cursa          |
| Campionat del Món  |                           |               |                |
| Any                | Lloc                      | Medalla       | Competició     |
| 2014               | Roterdam ( Països Baixos) | 1             | Contrarellotge |
| 2014               | Roterdam ( Països Baixos) | 3             | Cursa          |
| 2016               | Medellín ( Colòmbia)      | 2             | Contrarellotge |
| 2018               | Bakú ( Azerbaidjan)       | 1             | Cursa          |
| Campionat d'Europa |                           |               |                |
| Any                | Lloc                      | Medalla       | Competició     |
| 2014               | Roskilde ( Dinamarca)     | 1             | Cursa          |
| 2015               | Erp ( Països Baixos)      | 3             | Cursa          |
| 2017               | Burdeus ( França)         | 1             | Cursa          |
| 2018               | Glasgow ( Escòcia)        | 1             | Cursa          |